# フクニチ住宅新聞
フクニチ住宅新聞（フクニチじゅうたくしんぶん）は、福岡県の地場の不動産・土地などの業界新聞である。
元は福岡県（特に福岡都市圏）の県域新聞で、西日本新聞から分派したフクニチ新聞であるが、1973年（昭和48年）に分社化した。フクニチ新聞本体は経営悪化により1992年（平成4年）に事実上廃刊に追い込まれたが、フクニチ住宅新聞は継続して新聞を発行していた。
しかし、2020年（令和2年）6月26日発行の紙面内の社告にて「デジタル化の推進や、新型コロナウィルス禍によるテレワークの浸透などにより、取材や広告出稿に影響が出たとして、これ以上発行継続を断念せざるを得なくなった」として休刊（事実上廃刊）を宣言した。